# Религия в Гонконге

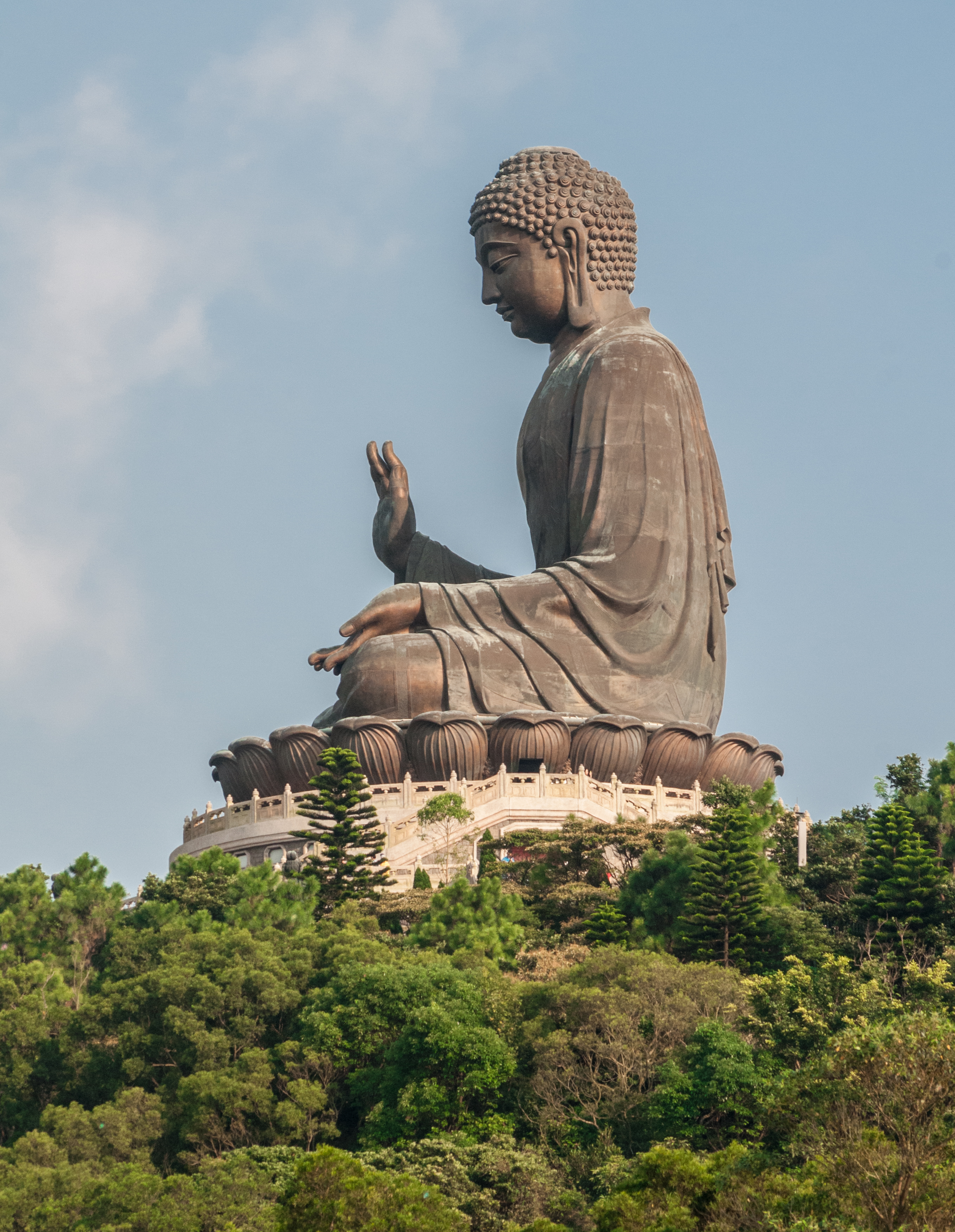
Бронзовая статуя Будды на острове Лантау

Свобода вероисповедания гарантирована основным законом Гонконга. Здесь проживают представители различных религий, в том числе буддизма, даосизма, христианства, ислама, индуизма, сикхизма. Такое разнообразие — следствие многонационального и мультикультурного общества в административном районе, образованного путём миграций разных народов в Гонконг, а также богатой историей этого небольшого района.

## Буддизм и даосизм
Буддизм и Даосизм имеют в Гонконге значительное число приверженцев. Всего на территории региона расположено более 600 храмов. История некоторых из них насчитывает более 700 лет, а некоторые были построены в последние годы. Наиболее значительные храмы включают в себя Вон-Тай-Син, расположенный в районе Коулун.
Монастырь По Лин на острове Лантау известен своей выдающейся статуей Будды, привлекающей множество туристов. Сейчас эта достопримечательность соединена с городом канатной дорогой Нгон Пин 360.

## Католицизм

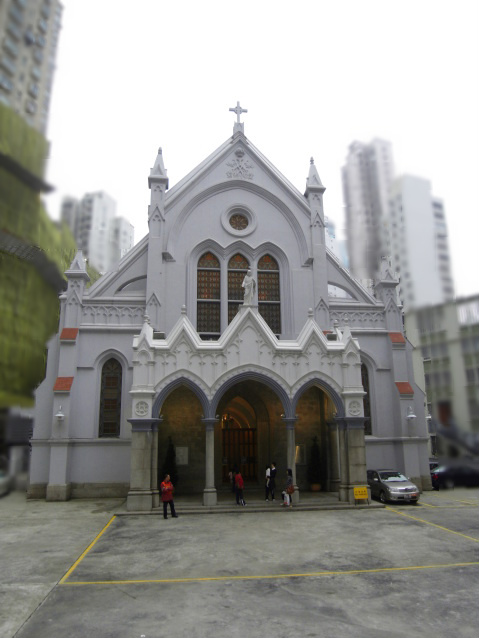
Католический собор Гонконга

История католицизма начинается сразу после установления в районе Британской колонии. В 1841 году Григорий XVI создаёт здесь апостольскую префектуру, включающую в себя «Гонконг и прилегающие 6 лиг», независимую от епархии Макао, но управляющуюся епископом Макао. Основной необходимостью создания префектуры было осуществление духовной помощи британским солдатам (католикам-ирландцам), расквартированным в новой колонии.
Несмотря на то, что префектура функционировала как миссия, она создавалась и для того, чтобы впоследствии стать епархией. В первые 10 лет миссионеры активно строили церкви, школы, семинарии и благотворительные учреждения для больных, престарелых и сирот.
Первую церковь Гонконга начали строить уже в 1842. Она была посвящена Непорочному Зачатию, расширялась в 1858-59 гг., однако 18 октября 1859 сгорела. В 1860 году была восстановлена и освящена. (Данная церковь — предшественница кафедрального собора Непорочного Зачатия Гонконга, который будет построен в 1883 году на том же месте). В 1860 году территория префектуры была расширена за границу первоначальных шести лиг.
В 1874 году территория гонконгской префектуры была расширена до викариатства, что было промежуточным этапом прежде чем стать епархией.
В 1883 году начато строительство собора Непорочного зачатия, который будет открыт в 1888 году.
11 апреля 1946 года Папа Пий XII объявил все викариатства Китая епархиями, это коснулось и гонконгского вакариатства. Первым епископом епархии стал Энрико Валторта.
С 15 апреля 2009 года епископом Гонконга является Иоанн Тонг Хон.
Количество католиков в Гонконге оценивается приблизительно в 353 тыс. чел (на август 2009 года). Кроме того, в районе проживает около 130 тыс. филиппинцев-католиков.

## Протестантство
Протестантство появляется в регионе аналогично католицизму, с появлением британской колонии в 1841-43 гг. Первая церковь, им. Св. Стефана была основана в 1865. В Гонконге проживает около 300 тыс. протестантов.

## Православие

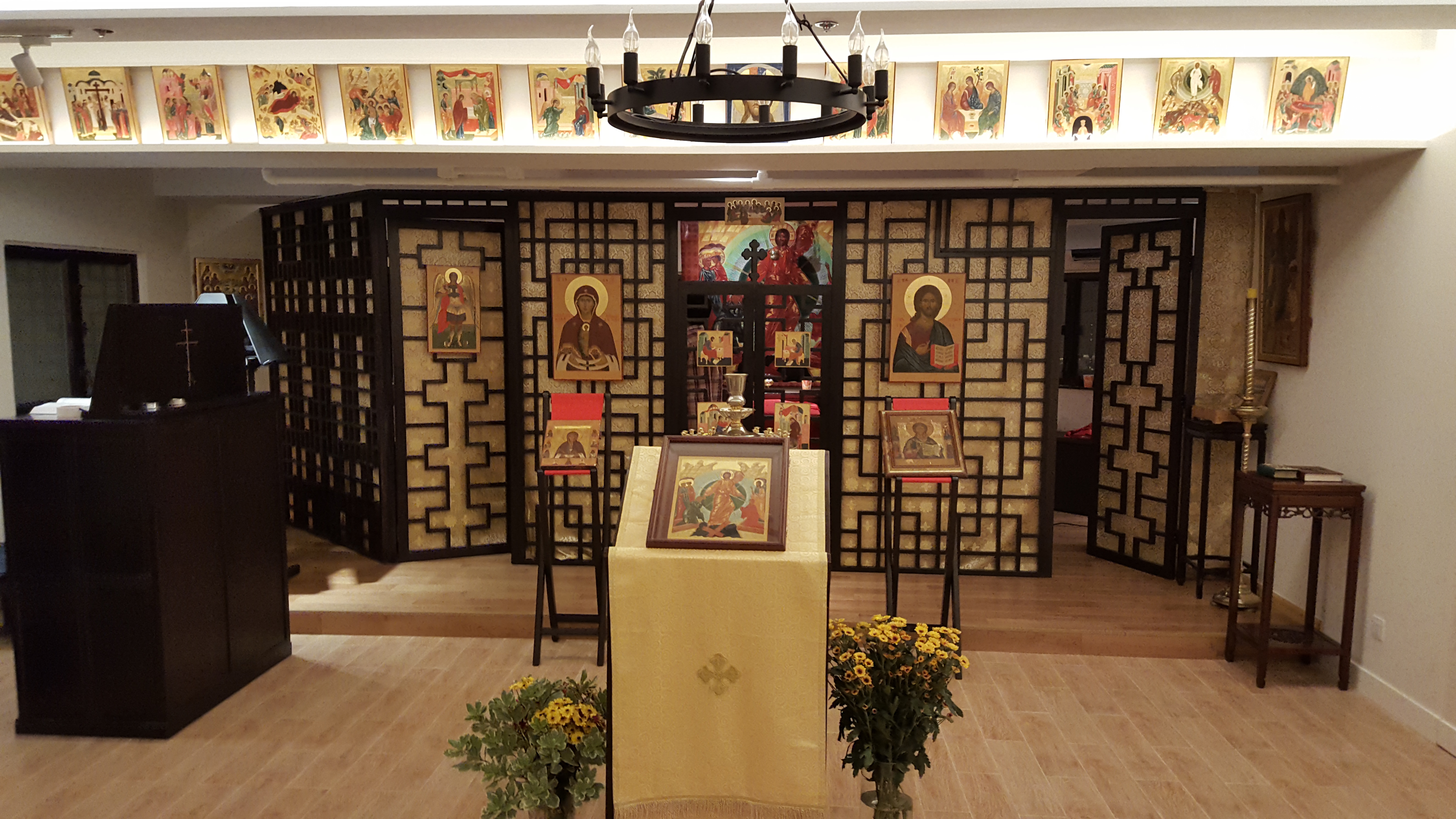
Интерьер храма свв. Петра и Павла

В районе Сёнвань расположен единственный в Гонконге православный храм Святых апостолов Петра и Павла Китайской православной церкви, службы в котором совершаются на китайском, церковнославянском и английском языках (ещё существует храм Гонконгской митрополии Константинопольской православной церкви в Центральном районе). 
Петропавловский приход был основан в британской колонии в 1934 году, его основными прихожанами были эмигранты из России. В 1972 году, в связи с кончиной настоятеля, приход закрылся, но в 2004 году возобновил свою деятельность (помещения храма располагаются на 12 этаже офисного здания Kingdom Power).

## Ислам

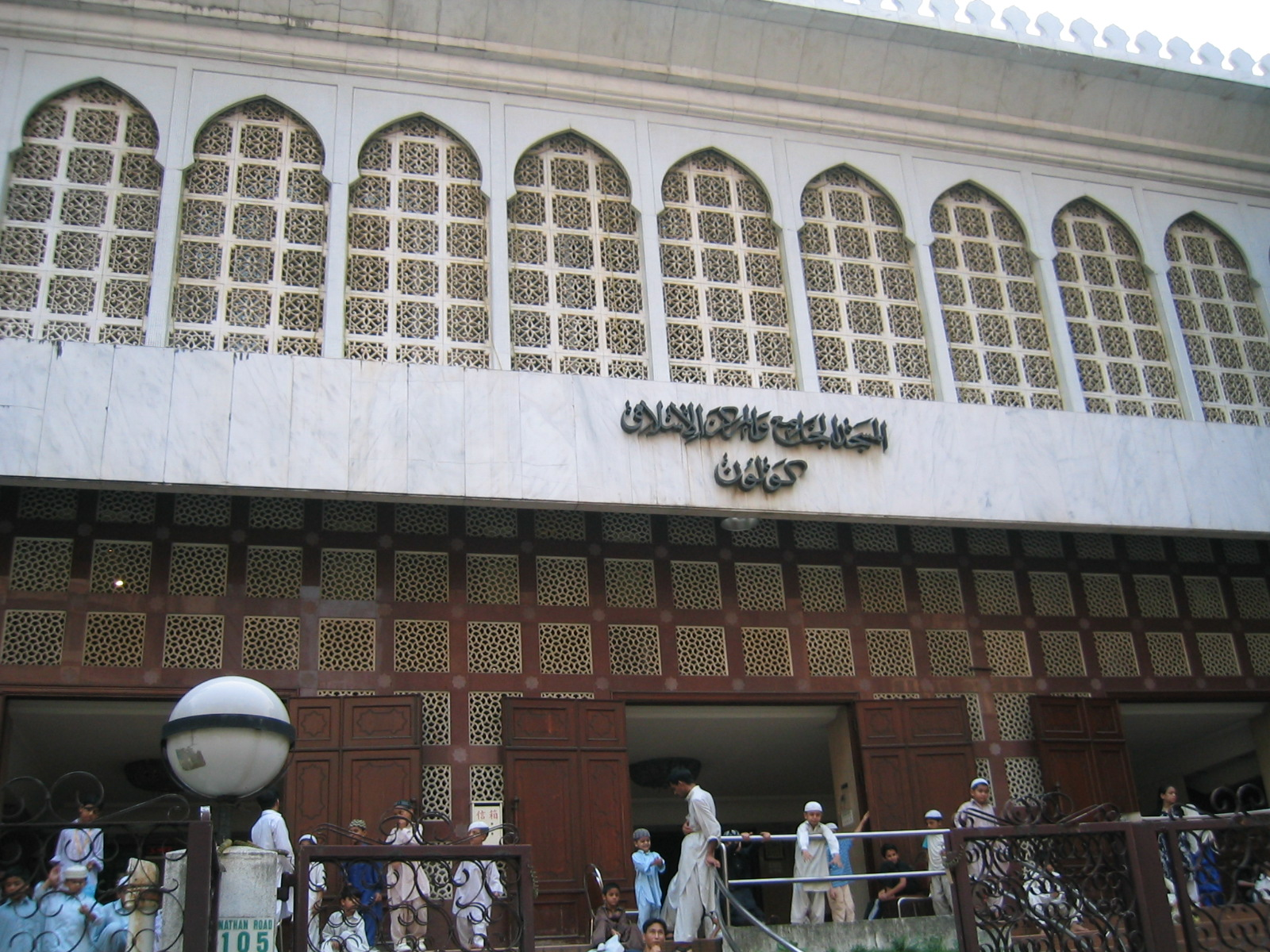
Исламский центр, Коулун

В Гонконге проживает около 250 тыс. мусульман (на 2009 год), из них около 120 тыс. — выходцы из Индонезии. Большинство индонезийцев — трудовые мигранты, подавляющую часть их составляют женщины, работающие в Гонконге прислугой. Остальные мусульмане — выходцы из Индии, Пакистана и других стран Азии, а также китайские мусульмане — хуэйцзу.
В Гонконге имеется 4 мечети и исламский центр.